# K Waterschei SV Thor Genk
El Koninklijke Waterschei Sportvereniging Thor Genk, conocido también como Waterschei Genk o Thor Genk, fue un club de fútbol belga de la ciudad de Genk en la provincia de Limburgo, Bélgica. Fundado en 1919, disputó quince temporadas en la Primera División de Bélgica, la liga de fútbol más importante del país. El club sería fusionado en 1988 con el KFC Winsterlag para convertirse en el K. R. C. Genk.
Estaba afiliado a la RABF con el número de matrícula 553 y sus colores eran el amarillo y negro.

## Historia
Los trabajadores de la mina Waterschei fundan Sport Vereeniging Thor de Waterschei en 1919. El acrónimo Thor oficialmente representaba "Hasta la restauración de nuestros derechos", como una acusación contra el dominio de habla francesa en la junta minera. No fue casualidad que los colores del club fueran el amarillo y negro (colores del Movimiento Flamenco). Bajo la presión de la Asociación Belga de Fútbol, que consideró que el lema del club era demasiado político, el significado de las siglas se cambió a "Tot Heil Onzer Ribbenkast". El club se convirtió en miembro de la Asociación Belga de Fútbol (RBFA) en 1925 (afiliación permanente el 9 de enero de 1926) y se le asignó el número de matrícula 553 (21 de diciembre de 1926). En 1930 el nombre se cambió a Waterschei Sport Vereeniging Thor, en 1946 a Waterschei Sportvereniging Thor. En 1951 se convirtió en Koninklijke Waterschei SV Thor y finalmente en 1962 en Koninklijke Waterschei SV Thor Genk.
En 1954 Waterschei alcanzó la Primera División por primera vez. En 1956, el equipo descendió a Segunda aunque solo sería por una campaña, quedando campeón. Después de 5 temporadas en Primera División, en 1961 el club volvería a Segunda. Peor aún, en 1963, Thor fue acusado por Tilleur de falsificación (soborno por parte de Waterschei a un exjugador que jugaba en el Tilleur) y fue sancionado con el descenso a Tercera División, aunque el club volvió a la Segunda División la temporada siguiente. Después en 1976 y 1977 jugó la liguilla de ascenso dos veces, pero no consiguió el ascenso. Waterschei fue campeón en 1978 con el nuevo entrenador Jef Vliers, y comenzó una buena década de resultados. El club jugaría en Primera durante 8 temporadas consecutivas. El club ganó la Copa de Bélgica en 1980 y 1982. En 1980/81 y 1982/83 Waterschei disputó la Recopa de Europa, donde alcanzó las semifinales en 1983 después de un memorable partido en casa contra el Paris Saint-Germain (3-0), pero en semifinales caería contra el Aberdeen que sería a la postre campeón. En 1984, el juez de instrucción Guy Bellemans expone un asunto de soborno, también conocido como el caso Bellemans. En el último partido de la temporada 1981-82, Standard de Liège ofreció a todos los jugadores de Waterschei 30.000 francos por dejarse ganar. El caso fue excluido para la asociación de fútbol y, por lo tanto, Standard no pudo ser castigado con el descenso. El presidente Roger Petit fue eliminado de las listas de la liga, el entrenador Raymond Goethals y varios internacionales fueron suspendidos durante meses. 
En 1986 el equipo descendió de nuevo a la Segunda División, para dos años después, en 1988, fusionarse con el KFC Winterslag. El número de matrícula 553 de Waterschei y los nombres de ambos clubes desaparecieron, el nuevo club continuó como K. R. C Genk con el número 322 de Winterslag.

## Palmarés
- Copa de Bélgica (2): 1980, 1982
  - Finalista (1): 1955

## Temporada a temporada
| Temporada | Nivel | Nivel | Nivel | Nivel | Nivel | Nivel | División                               | Puntos                                 | Observaciones                                                                   |                                        |
|           | I     | II    | III   | P.II  | P.III | P.IV  |                                        |                                        |                                                                                 |                                        |
| --------- | ----- | ----- | ----- | ----- | ----- | ----- | -------------------------------------- | -------------------------------------- | ------------------------------------------------------------------------------- | -------------------------------------- |
| 1925/26   |       |       |       |       |       | 3     | Cuarta Prov.                           | 23                                     |                                                                                 |                                        |
| 1926/27   |       |       |       |       | 4     |       | Tercera Prov.                          | 19                                     |                                                                                 |                                        |
| 1927/28   |       |       |       |       | 9     |       | Tercera Prov.                          | 0                                      |                                                                                 |                                        |
| 1928/29   |       |       |       |       | 1     |       | Tercera Prov.                          | 20                                     |                                                                                 |                                        |
| 1929/30   |       |       |       | 2     |       |       | Segunda Prov.                          | 30                                     |                                                                                 |                                        |
| 1930/31   |       |       |       | 3     |       |       | Segunda Prov.                          | 29                                     |                                                                                 |                                        |
| 1931/32   |       |       |       | 1     |       |       | Segunda Prov.                          | 44                                     |                                                                                 |                                        |
| 1932/33   |       |       | 11    |       |       |       | Tercera D                              | 25                                     |                                                                                 |                                        |
| 1933/34   |       |       | 5     |       |       |       | Tercera D                              | 29                                     |                                                                                 |                                        |
| 1934/35   |       |       | 1     |       |       |       | Tercera D                              | 41                                     |                                                                                 |                                        |
| 1935/36   |       | 7     |       |       |       |       | Segunda División                       | 30                                     |                                                                                 |                                        |
| 1936/37   |       | 12    |       |       |       |       | Segunda División                       | 23                                     |                                                                                 |                                        |
| 1937/38   |       | 6     |       |       |       |       | Segunda División                       | 28                                     |                                                                                 |                                        |
| 1938/39   |       | 7     |       |       |       |       | Segunda División                       | 25                                     |                                                                                 |                                        |
| 1939/40   |       |       |       |       |       |       |                                        |                                        | Guerra                                                                          |                                        |
| 1940/41   |       |       |       |       |       |       |                                        |                                        | Guerra                                                                          |                                        |
| 1941/42   |       | 13    |       |       |       |       | Segunda División                       | 14                                     |                                                                                 |                                        |
| 1942/43   |       | 8     |       |       |       |       | Segunda División                       | 29                                     |                                                                                 |                                        |
| 1943/44   |       | 13    |       |       |       |       | Segunda División                       | 21                                     |                                                                                 |                                        |
| 1944/45   |       |       |       |       |       |       |                                        |                                        | Guerra                                                                          |                                        |
| 1945/46   |       | 16    |       |       |       |       | Segunda División                       | 24                                     |                                                                                 |                                        |
| 1946/47   |       |       | 5     |       |       |       | Tercera A                              | 39                                     |                                                                                 |                                        |
| 1947/48   |       |       | 2     |       |       |       | Tercera D                              | 43                                     |                                                                                 |                                        |
| 1948/49   |       |       | 2     |       |       |       | Tercera C                              | 41                                     |                                                                                 |                                        |
| 1949/50   |       |       | 4     |       |       |       | Tercera D                              | 41                                     |                                                                                 |                                        |
| 1950/51   |       |       | 1     |       |       |       | Tercera C                              | 49                                     |                                                                                 |                                        |
| 1951/52   |       | 4     |       |       |       |       | Segunda División                       | 36                                     |                                                                                 |                                        |
|           | I     | II    | III   | IV    | P.I   | P.II  | desde 1952/53 hay 4 niveles nacionales | desde 1952/53 hay 4 niveles nacionales | desde 1952/53 hay 4 niveles nacionales                                          | desde 1952/53 hay 4 niveles nacionales |
| 1952/53   |       | 7     |       |       |       |       | Segunda División                       | 31                                     |                                                                                 |                                        |
| 1953/54   |       | 1     |       |       |       |       | Segunda División                       | 44                                     |                                                                                 |                                        |
| 1954/55   | 7     |       |       |       |       |       | Primera División                       | 31                                     |                                                                                 |                                        |
| 1955/56   | 15    |       |       |       |       |       | Primera División                       | 22                                     |                                                                                 |                                        |
| 1956/57   |       | 1     |       |       |       |       | Segunda División                       | 40                                     |                                                                                 |                                        |
| 1957/58   | 10    |       |       |       |       |       | Primera División                       | 26                                     |                                                                                 |                                        |
| 1958/59   | 7     |       |       |       |       |       | Primera División                       | 32                                     |                                                                                 |                                        |
| 1959/60   | 3     |       |       |       |       |       | Primera División                       | 35                                     |                                                                                 |                                        |
| 1960/61   | 6     |       |       |       |       |       | Primera División                       | 32                                     |                                                                                 |                                        |
| 1961/62   | 15    |       |       |       |       |       | Primera División                       | 24                                     |                                                                                 |                                        |
| 1962/63   |       | 2     |       |       |       |       | Segunda División                       | 45                                     | Descenso a Tercera por escándalo de sobornosl                                   |                                        |
| 1963/64   |       |       | 1     |       |       |       | Tercera A                              | 48                                     |                                                                                 |                                        |
| 1964/65   |       | 5     |       |       |       |       | Segunda División                       | 32                                     |                                                                                 |                                        |
| 1965/66   |       | 3     |       |       |       |       | Segunda División                       | 37                                     | Terminó con mismos puntos que R. Charleroi SC. Derrota en partido desempate 0-2 |                                        |
| 1966/67   |       | 7     |       |       |       |       | Segunda División                       | 32                                     |                                                                                 |                                        |
| 1967/68   |       | 3     |       |       |       |       | Segunda División                       | 39                                     |                                                                                 |                                        |
| 1968/69   |       | 3     |       |       |       |       | Segunda División                       | 40                                     |                                                                                 |                                        |
| 1969/70   |       | 7     |       |       |       |       | Segunda División                       | 35                                     |                                                                                 |                                        |
| 1970/71   |       | 7     |       |       |       |       | Segunda División                       | 30                                     |                                                                                 |                                        |
| 1971/72   |       | 15    |       |       |       |       | Segunda División                       | 24                                     |                                                                                 |                                        |
| 1972/73   |       |       | 2     |       |       |       | Tercera A                              | 47                                     | Derrota (2-4) en partido desempate con KV Kortrijk                              |                                        |
| 1973/74   |       |       | 1     |       |       |       | Tercera A                              | 48                                     |                                                                                 |                                        |
| 1974/75   |       | 9     |       |       |       |       | Segunda División                       | 30                                     |                                                                                 |                                        |
| 1975/76   |       | 3     |       |       |       |       | Segunda División                       | 38                                     | Segundo en ronda final con KV Kortrijk, KSK Tongeren y KFC Diest                |                                        |
| 1976/77   |       | 7     |       |       |       |       | Segunda División                       | 33                                     | Segundo en ronda final con RAA La Louviére, Union Saint-Gillis y Patro Eisden   |                                        |
| 1977/78   |       | 1     |       |       |       |       | Segunda División                       | 46                                     |                                                                                 |                                        |
| 1978/79   | 11    |       |       |       |       |       | Primera División                       | 32                                     |                                                                                 |                                        |
| 1979/80   | 7     |       |       |       |       |       | Primera División                       | 37                                     | Campeón de Copa                                                                 |                                        |
| 1980/81   | 16    |       |       |       |       |       | Primera División                       | 25                                     |                                                                                 |                                        |
| 1981/82   | 9     |       |       |       |       |       | Primera División                       | 30                                     | Campeón de Copa                                                                 |                                        |
| 1982/83   | 7     |       |       |       |       |       | Primera División                       | 37                                     |                                                                                 |                                        |
| 1983/84   | 9     |       |       |       |       |       | Primera División                       | 33                                     |                                                                                 |                                        |
| 1984/85   | 9     |       |       |       |       |       | Primera División                       | 32                                     |                                                                                 |                                        |
| 1985/86   | 17    |       |       |       |       |       | Primera División                       | 22                                     |                                                                                 |                                        |
| 1986/87   |       | 9     |       |       |       |       | Segunda División                       | 28                                     |                                                                                 |                                        |
| 1987/88   |       | 15    |       |       |       |       | Segunda División                       | 26                                     |                                                                                 |                                        |

## Participación en competiciones europeas
| Temporada | Competición      | Ronda | Club                 | Cómputo global | Ida     | Vuelta           |
| --------- | ---------------- | ----- | -------------------- | -------------- | ------- | ---------------- |
| 1980/81   | Recopa de Europa | 1R    | Omonia Nicosia       | 7-1            | 3-1 (V) | 4-0 (L)          |
| 1980/81   | Recopa de Europa | 1/8   | Fortuna Düsseldorf   | 0-1            | 0-0 (L) | 0-1 (V)          |
| 1982/83   | Recopa de Europa | 1R    | Red Boys Differdange | 8-1            | 7-1 (L) | 1-0 (V)          |
| 1982/83   | Recopa de Europa | 1/8   | Boldklubben 1893     | 6-1            | 2-0 (V) | 4-1 (L)          |
| 1982/83   | Recopa de Europa | 1/4   | Paris Saint-Germain  | 3-2            | 0-2 (V) | 3-0 prórroga (L) |
| 1982/83   | Recopa de Europa | 1/2   | Aberdeen FC          | 2-5            | 1-5 (V) | 1-0 (L)          |